# Schoonoord
Schoonoord est un village situé dans la commune néerlandaise de Coevorden, dans la province de Drenthe. Le 1er avril 2004, le village comptait 2 219 habitants.